# 天城駅
天城駅（あまきえき）は、かつて岡山県倉敷市藤戸町天城に存在した、下津井電鉄下津井電鉄線の駅（廃駅）である。
1972年（昭和47年）4月1日、茶屋町 - 児島間の区間廃止に伴い廃止された。

## 歴史
- 1913年（大正2年）11月11日：茶屋町 - 味野町（後の児島）間が開業。同時に天城駅が開業する。当初は行き違い列車がないため閉塞の扱いは無し[1]。
  - 当時の所在地表示は岡山県児島郡藤戸村大字天城であった。
- 1915年（大正4年）11月10日：藤戸村が町制施行して藤戸町となり、所在地表示が岡山県児島郡藤戸町大字天城になる[2]。
- 1928年（昭和3年）2月6日：行き違い可能駅となり、場内信号機を設置[1]。
- 1935年（昭和10年）8月7日：駅舎を改装する。
- 1954年（昭和29年）12月1日：藤戸町が倉敷市（第1次）に編入され、所在地表示が岡山県倉敷市藤戸町天城になる。
- 1967年（昭和42年）2月1日：倉敷市（第2次）成立に伴い、所在地表示が現行のものになる。
- 1968年：駅員を委託化し、行き違い設備を廃止[1]。
- 1972年（昭和47年）4月1日：茶屋町 - 児島間が廃止される。それに伴い、天城駅も廃止となる。
- 1974年（昭和49年）11月：倉敷市による茶屋町 - 児島間の自転車道の整備が完成する。

## 駅構造
相対式ホーム2面2線を持つ地上駅。上りホーム側に駅本屋を、下りホーム側に貨物側線を有していた。

### のりば
| のりば | 路線         | 方向 | 行先             |
| ------ | ------------ | ---- | ---------------- |
| 1      | 下津井電鉄線 | 上り | 茶屋町方面       |
| 2      | 下津井電鉄線 | 下り | 児島・下津井方面 |

## 廃止後
- 廃止区間（茶屋町 - 児島）は、自転車専用道として整備されている。
- 駅の宿舎として使われていたとされる建物が残っていたが現存しない。
- 2019年に「吉備の児島陸続き400年・瀬戸大橋開通30周年記念事業」実行委員会によって模擬駅名標が設置された[3]。

## 隣の駅
下津井電鉄
下津井電鉄線
藤戸駅 - 天城駅 - 茶屋町駅